# ناتالي أبلتون
ناتالي أبلتون هي موسيقية ومغنية وممثلة كندية، ولدت في 14 مايو 1973 في ميسيساغا في كندا.

## وصلات خارجية
- ناتالي أبلتون على موقع IMDb (الإنجليزية)
- ناتالي أبلتون على موقع ميوزك برينز (الإنجليزية)
- ناتالي أبلتون على موقع أول موفي (الإنجليزية)
- ناتالي أبلتون على موقع إن إن دي بي (الإنجليزية)
- ناتالي أبلتون على موقع ديسكوغز (الإنجليزية)
- ناتالي أبلتون على موقع قاعدة بيانات الفيلم (الإنجليزية)
- ناتالي أبلتون على موقع كينوبويسك (الروسية)